# Haut-Vully

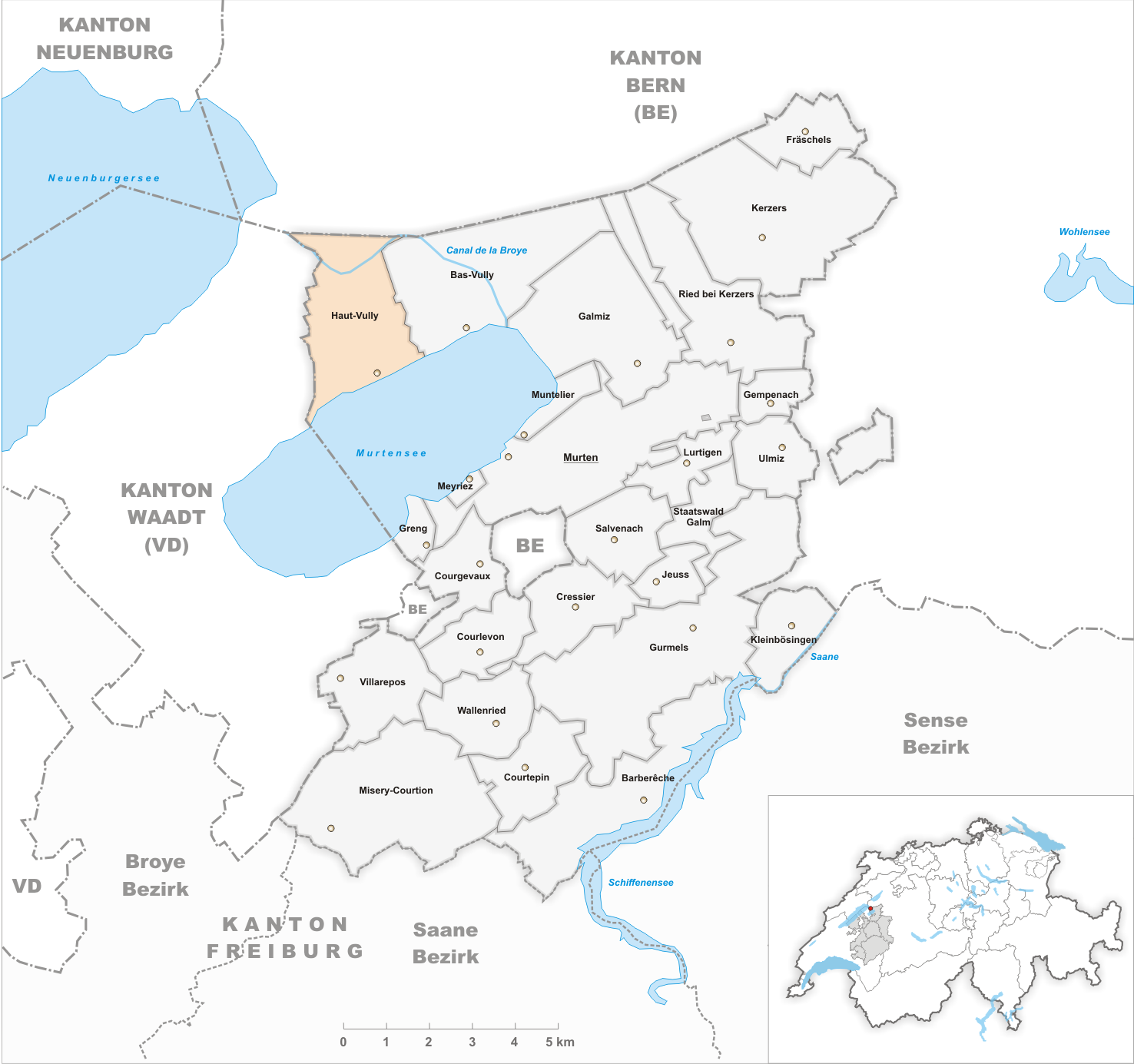
Gemeindestand vor der Fusion am 1. Januar 2016

Haut-Vully (Aussprache: [o: ˈvɥi]) war bis am 31. Dezember 2015 eine politische Gemeinde im District du Lac (deutsch: Seebezirk) des Kantons Freiburg in der Schweiz. Bis 1977 hiess die Gemeinde offiziell Vully-le-Haut. Trotz der Nähe zur Sprachgrenze wird der ehemalige deutsche Name Oberwistenlach heute kaum mehr verwendet. Am 1. Januar 2016 fusionierten Haut-Vully und Bas-Vully zur neuen Gemeinde Mont-Vully.

## Geographie
Haut-Vully mit dem Zentrum Môtier liegt auf 436 m ü. M., dreieinhalb Kilometer nordwestlich des Bezirkshauptortes Murten (Luftlinie). Das Dorf erstreckt sich am Nordufer des Murtensees, am Südfuss des Mont Vully, im nördlichen Freiburger Mittelland.
Die Fläche des 7,5 km² grossen ehemaligen Gemeindegebiets umfasst einen Abschnitt des nördlichen Freiburger Mittellandes im Dreiseenland. Das Gebiet besitzt eine rund 3 km lange Seeuferlinie am Murtensee zwischen der Mündung des Ruisseau de Forel im Westen und Praz (Vully) im Osten. Vom Seeufer erstreckt sich der Gemeindeboden nordwärts über einen rund 50 bis 200 m breiten flachen Uferrandstreifen bis auf den Mont Vully. Von diesem aus Molasse bestehenden Berg gehört der westliche Teil zu Haut-Vully. Er besitzt im Kammbereich ein Plateau, das seinen höchsten Punkt mit 624 m ü. M. erreicht. Das Plateau dacht sich gegen Westen allmählich ab und setzt sich in der Hochfläche von Mur fort. Sowohl die Nord- als auch die Südseite des Mont Vully fallen steil ab; während der Südhang mit Reben bestanden ist, befindet sich am Nordhang ein dichtes Waldgebiet (Bois du Mont).
Nördlich des Mont Vully reicht die ehemalige Gemeindefläche in die Ebene des Grossen Mooses und umfasst jenseits des Broyekanals (französisch Canal de la Broye) auch die Flur Le Riondet mit dem Neuhof (431 m ü. M.). Von der Gemeindefläche entfielen 1997 12 % auf Siedlungen, 13 % auf Wald und Gehölze, 72 % auf Landwirtschaft, und rund 3 % war unproduktives Land.
Haut-Vully besteht aus mehreren Ortsteilen:
- Môtier, 434 m ü. M., am Südfuss des Mont Vully und am Ufer des Murtensees
- Lugnorre, 508 m ü. M., auf einer Terrasse am Südwesthang des Mont Vully, an aussichtsreicher Lage rund 80 m über dem Seespiegel des Murtensees
- Joressens, 464 m ü. M., am Nordwesthang des Mont Vully über der Ebene von Cudrefin
- Mur (Vully), 492 m ü. M., am Rand des Plateaus südwestlich des Mont Vully. Der Ort ist durch die Kantonsgrenze, welche entlang der Dorfstrasse verläuft, in den freiburgischen Teil Mur (Vully) und die ehemalige waadtländische Gemeinde Mur geteilt.
- Guévaux, 439 m ü. M., auf dem kleinen Schwemmkegel des Ruisseau de Forel. Der Ort wird durch die Kantonsgrenze in einen freiburgischen und einen waadtländischen Teil getrennt.

Im Weiteren gehören auch einige Einzelhöfe im Grossen Moos zu Haut-Vully. Nachbargemeinden von Haut-Vully waren Bas-Vully im Kanton Freiburg, Ins im Kanton Bern sowie Cudrefin und Vully-les-Lacs im Kanton Waadt.

## Bevölkerung
Die Bevölkerung entwickelte sich wie folgt:
Einwohnerzahlen: Volkszählungsdaten
Mit 1375 Einwohnern (Stand 31. Dezember 2015) gehörte Haut-Vully zu den mittelgrossen Gemeinden des Kantons Freiburg. Von den Bewohnern waren 58,3 % französischsprachig, 36,5 % deutschsprachig, und 1,7 % sprachen Portugiesisch (Stand 2000). Seit 1980 wurde innert 30 Jahren eine Verdoppelung der Bevölkerung verzeichnet.

## Wirtschaft
Haut-Vully war bis in die zweite Hälfte des 20. Jahrhunderts ein vorwiegend durch die Landwirtschaft geprägtes Dorf. Noch heute haben der Ackerbau, der Gemüseanbau und der Obstbau einen wichtigen Stellenwert in der Erwerbsstruktur der Bevölkerung. Am unteren Südhang des Mont Vully und unterhalb von Mur befindet sich dank der optimalen Exposition zur Sonne ein zusammenhängendes Weinbaugebiet (vor allem Chasselas-Trauben). Einige Bewohner leben auch von der Fischerei.
Weitere Arbeitsplätze sind im lokalen Kleingewerbe und im Dienstleistungssektor vorhanden. In den Dörfern gibt es Gärtnereien, Schreinereien, Schlossereien und Weinhandlungen sowie Betriebe des Transport- und Baugewerbes. In den letzten Jahrzehnten hat sich Haut-Vully dank seiner attraktiven Lage auch zu einer Wohngemeinde entwickelt. Viele Erwerbstätige sind deshalb Wegpendler, die teilweise in der näheren Umgebung (Murten, Kerzers), wegen der guten Verkehrsanbindung aber auch in Neuenburg und in der Agglomeration Bern arbeiten.

### Tourismus
Haut-Vully profitiert vom Fremdenverkehr dank der milden und schönen Lage sowie der Möglichkeit von Wassersport auf dem Murtensee. Westlich von Môtier stehen entlang des Seeufers zahlreiche Ferien- und Wochenendhäuser.

### Verkehr
Die ehemalige Gemeinde ist verkehrsmässig recht gut erschlossen. Sie liegt an einer Verbindungsstrasse von Salavaux entlang des nördlichen Ufers des Murtensees nach Sugiez. Der nächste Anschluss an die Autobahn A1 (Bern-Lausanne) befindet sich rund 8 km vom Ortskern entfernt. Durch einen Postautokurs, der von Sugiez nach Lugnorre verkehrt, sind auch Môtier und Mur an das Netz des öffentlichen Verkehrs angebunden. Durch die Personenschifffahrt auf dem Murtensee besitzt Môtier Verbindung mit den anderen Seeanstössergemeinden.

## Geschichte
Das Gemeindegebiet von Haut-Vully kann auf eine sehr lange Siedlungsgeschichte zurückblicken. Entlang des Murtenseeufers wurden Überreste von Pfahlbausiedlungen und weitere Siedlungsspuren aus der Bronzezeit entdeckt. Ein Oppidum auf dem Mont Vully zeugt von der Anwesenheit der Kelten, und auch während der Römerzeit war das Gebiet bewohnt.
Die erste urkundliche Erwähnung des Ortes erfolgte im Jahr 968 unter dem Namen Wisliacense. Später erschienen die Bezeichnungen Vuisliacense (985), Williex (1192), Willie (1228), Villiaco, Wistillacho (1266), Williey (1330), Vuillie (1334), Wuilliacum und Vuilliez (1453). Der Name Vully geht auf einen gallorömischen Siedler namens Vistilius zurück.
Seit dem 12. Jahrhundert bildete Lugnorre eine eigene kleine Herrschaft, die häufige Besitzerwechsel erlebte und zeitweise den Grafen von Neuenburg, zeitweise den Herren von Grandson gehörte und später in den Einflussbereich der Grafen von Savoyen kam. Letztere verkauften die Herrschaft Lugnorre im Jahr 1469 an die Stadt Murten.
Ab 1484 unterstanden die Dörfer des heutigen Haut-Vully der von den Ständen Bern und Freiburg gemeinsam verwalteten Landvogtei Murten. Nach dem Zusammenbruch des Ancien Régime (1798) kamen sie an den Kanton Freiburg. Zur Zeit der Helvetik gehörten Môtier und Mur (Vully) zum Distrikt Murten, während Lugnorre und Joressens Teil des damals freiburgischen Distrikts Avenches waren. Ab 1803 waren sämtliche Dörfer und Weiler des heutigen Haut-Vully im Bezirk Murten vereinigt. Mit diesem kamen sie 1848 im Rahmen der neuen Kantonsverfassung zum Seebezirk. Während der 1980er-Jahre stand eine Fusion der Gemeinden Haut-Vully und Bas-Vully zur Debatte, die allerdings an der Ablehnung der Stimmberechtigten von Bas-Vully scheiterte.
Am 1. Januar 2016 fusionierten die beiden Gemeinden Bas-Vully und Haut-Vully zur neuen Gemeinde Mont-Vully.

## Sehenswürdigkeiten
In Môtier steht die reformierte Pfarrkirche Saint-Pierre, die wahrscheinlich im 11. Jahrhundert gegründet wurde. Der heutige Bau zeigt eine Mischung verschiedener Stilrichtungen: einen gotischen Chor aus dem 15. Jahrhundert, einen romanischen Glockenturm aus dem 12. und 13. Jahrhundert, während das Kirchenschiff 1824 umgestaltet wurde. Das Pfarrhaus stammt aus dem 17. Jahrhundert.
Die Ortskerne von Lugnorre und Môtier zeichnen sich durch charakteristische Weinbauernhäuser aus dem 16. bis 19. Jahrhundert aus. In Môtier, Mur (Vully) und Guévaux befinden sich stattliche Herrensitze, meist aus der Zeit um 1800.
Entlang der Rebhänge rund 50 m über dem Seespiegel des Murtensees führt ein Weinbaulehrpfad (Sentier viticole du Vully) mit schöner Aussicht auf die Winzerdörfer von Haut-Vully und bei klarem Wetter bis zu den Alpen. Im Wald des Mont Vully befindet sich ein grosser Findling mit dem Namen Pierre Louis Agassiz, benannt nach dem Naturforscher Louis Agassiz, der in Môtier geboren wurde.